# Alena Veselá
Alena Veselá (nombre de casada Štěpánková; Brno, 7 de julio de 1923-Brno, 11 de mayo de 2025) fue una organista checa y profesora de música académica, rectora de la Academia de Artes Escénicas Janáček en Brno de 1990 a 1997. Realizó conciertos a nivel internacional.

## Biografía
Veselá nació en Brno el 7 de julio de 1923. Sus padres fueron Vítězslav Veselý, profesor de química y su esposa Helena; creció con un hermano, Karel. Su primera profesora de piano fue Zdeňka Illnerová. Veselá estudió órgano en el Conservatorio de Brno durante la Segunda Guerra Mundial. A partir de 1947 continuó sus estudios en la recién fundada Academia de Música Janáček de Brno (JAMU). Estudió musicología en la Universidad Masaryk de Brno.
A partir de 1952 trabajó durante casi cincuenta años en la Academia, donde fue jefa del departamento de instrumentos de teclado de 1986 a 1990 y rectora de 1990 a 1997. Fue la primera rectora después del período soviético, y la única mujer en el cargo en la historia de la academia. Intentó una interpretación históricamente informada de la música de órgano antigua. Entre sus alumnos se encontraba Věra Heřmanová, Kamila Klugarová, Petr Kolář, Zdeněk Nováček y David Postránecký. Fue responsable de ampliar los edificios de la JAMU y cuidó de su órgano. En 2020 le fue concedida la Medalla al Mérito en el campo de las artes y la educación, pero la ceremonia con el presidente recién pudo celebrarse en 2022.
Veselá dio conciertos en Checoslovaquia y en el extranjero, en Europa y Estados Unidos. Se le permitió viajar, aunque no era miembro del Partido Comunista. Logró descubrir composiciones para órgano de compositores checos en archivos europeos. Grabó música para órgano de compositores checos, tanto históricos como František Brixi y Jiří Ignác Linek como contemporáneos como Petr Eben. Interpretó una suite de Louis-Nicolas Clérambault en un concierto del 42.º Festival de Órgano de Brno con motivo de su 99.º cumpleaños.
Fue presidenta de la asociación para la construcción de una nueva sala de conciertos en Brno y participó en la organización del Festival Internacional de Música de Brno. Desempeñó un papel importante en la finalización de la reconstrucción del Besední Dom, sede de la Orquesta Filarmónica de Brno, y se hizo cargo de su órgano. En 2025 estuvo presente cuando se colocó la primera piedra de una nueva sala de conciertos.

### Vida personal y fallecimiento
Veselá fue de niña activa en los deportes, ganando un eslalon regional y alcanzó el nivel 5 de 6 en escalada en el Alto Tatra. Se casó con Mirek Štěpánek en 1954; tuvieron una hija, Helena, y vivieron en Brno.
Veselá murió el 11 de mayo de 2025, a la edad de 101 años.